# Crotone (stacja kolejowa)
Crotone (wł. Stazione di Crotone) – stacja kolejowa w Crotone, w prowincji Krotona, w regionie Kalabria, we Włoszech. Położona jest na linii Jonica. Położona jest na północ od miasta, jest jednym z głównych terminali towarowych w regionie.
Według klasyfikacji RFI ma kategorię srebrną.

## Historia
Stacja kolejowa Crotone pod koniec XIX wieku, miał wielkie znaczenie w projektowaniu linii kolejowej Jonica przez Società Mediterranea. Stacja znajdowała się na północ od miasta, po drugiej stronie rzeki Esaro, w obszarze, który przeżywał znaczy rozwój przemysłu. Położenie to jest jednak ograniczało rozwój obszarów miejskich, oraz ograniczony dostęp z portu w Crotone. Dopiero wybudowanie kolei wąskotorowej rozwiązało ten problem. Z biegiem lat znaczenie stacji Crotone znacznie wzrosło, stając się najważniejszą stacją na linii między Taranto i Reggio di Calabria.

## Linie kolejowe
- Jonica